# 榆钱糕
榆钱糕是中国北京市的一道特色小吃。榆钱就是榆树的果实，因嫩绿圆扁，形似钱币而得名。榆钱与“余钱”谐音，因此有吃了榆钱就会有余钱的说法。制作方法为：将榆钱洗净，沥干水放入盘中，加入豆粉、玉米粉、葱、姜，拌匀后蒸30分钟即可食用。榆钱糕通常为家庭制作，不在市场上售卖。